# Devonshire House
 (mai 2024).

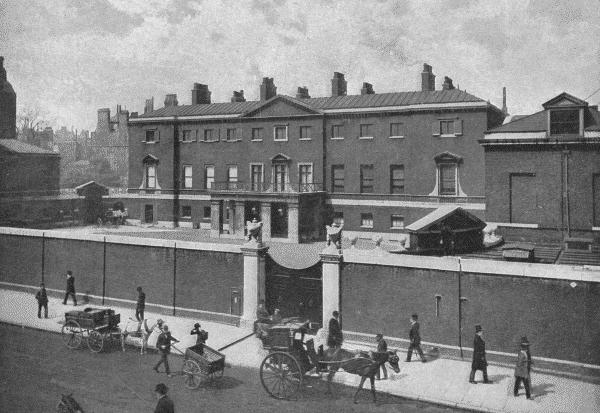
Devonshire House en 1896.

Devonshire House à Piccadilly est l'hôtel de ville londonien des ducs de Devonshire aux XVIIIe et XIXe siècles. À la suite d'un incendie en 1733, il est reconstruit par William Cavendish, 3e duc de Devonshire, dans le style palladien, sur les plans de William Kent. Achevé vers 1740, il est vide après la Première Guerre mondiale et est démoli en 1924.
De nombreux grands nobles britanniques ont entretenu de grandes maisons londoniennes qui portaient leur nom. En tant que maison ducale (seulement en Europe continentale, ces maisons étaient appelées palais), Devonshire House est l'une des plus grandes et des plus grandioses aux côtés de Burlington House, Montague House, Lansdowne House (en), Londonderry House (en), Northumberland House et Norfolk House (en). Tous sont  démolis depuis longtemps, à l'exception de Burlington et de Lansdowne, qui ont tous deux été considérablement modifiés.
Aujourd'hui, le site est occupé par un immeuble de bureaux moderne du même nom.